# Marie-Joseph Peyre
Marie-Joseph Peyre, llamado «Peyre el mayor» (París, 11 de agosto de 1730-Choisy-le-Roi, 11 de agosto de 1785), fue un arquitecto francés que trabajó fundamentalmente en París en el estilo neoclásico de la época.

## Biografía
Comenzó su formación siguiendo los cursos de Jean-Laurent Legeay, donde coincidió con otros arquitectos en formación: Étienne-Louis Boullée, Charles De Wailly o Pierre-Louis Moreau-Desproux Fue luego un estudiante de Jacques-François Blondel, y consiguió el Prix de Rome en 1751. Residió en Roma desde 1753. Arquitecto del rey, se convirtió en miembro de la Academia real de arquitectura en 1767.
Era el hermano de Antoine-François Peyre, llamado por eso «Peyre el joven», nueve años más joven y arquitecto como él, y padre de Antoine-Marie Peyre, llamado «Peyre hijo» (1770-1843), también arquitecto.
Marie-Joseph Peyre, arquitecto del rey y de su Real Academia de Arquitectura, inspector de los edificios de Su Majestad, murió el 11 de agosto de 1785 en Choisy-le-Roi, donde está enterrado.

## Realizaciones
- La Folie Le Prêtre de Neubourg: Peyre construyó en 1762 una folie para el financiero Le Prestre de Neubourg, en el n.º 68 del bulevar de los Gobelinos.

- El teatro del Odeon: en 1767, Marie-Joseph Peyre y Charles De Wailly trabajaron en el proyecto del nuevo Théâtre-Français, el actual Teatro del Odéon de París. El 26 de marzo de 1770, un decreto del Consejo ordenó la ejecución del proyecto sobre el terreno del jardín del hôtel del príncipe de Condé. En 1773 el proyecto de Peyre y De Wailly compitió con el de Moreau-Desproux, arquitecto de la ciudad de París, cuñado de Peyre y amigo cercano de De Wailly. Pero gracias a Monsieur, hermano del rey, el proyecto de Peyre y De Wailly fue finalmente emprendido en el otoño de 1778. Los trabajos comenzaron en mayo de 1779. La ubicación del teatro se modificó ligeramente en comparación con el proyecto original, con el fin de acercarlo al Palacio de Luxemburgo, la residencia de Monsieur, para que «sea una nueva acondicionamiento para su habitación» («soit un nouvel agrément pour leur habitation»). Frente a la oposición de los actores franceses por ese emplazamiento, la Cámara les significó que su «se les retirarían sus privilegios y pensiones y que se formaría otra compañía, si persistían en su oposición» («qu'on leur retirerait leurs privilèges et pensions et qu'on formerait une autre troupe, s’ils persistaient dans leur opposition»). El 16 de febrero de 1782, los actores de la Comédie-Française se instalaron en sus nuevos muros. El nuevo teatro francés fue inaugurado por la reina María Antonieta el 9 de abril de 1782. Este teatro se acompañó de una lote inmobiliario típico de los embellecimientos urbanos del siglo XVIII.

- El cuartel de la Guardia republicana, en el n.º 10 de la rue de Tournon, en el VI Distrito de París: en 1783, según Louis Hautecoeur, Marie-Joseph Peyre procedió en nombre del duque del Nivernais[2] a la realización de importantes obras de actualización del hôtel de Nivernais, el antiguo hôtel de los Embajadores extraordinarios adquirido el 8 de febrero de 1748 por el conde de Maurepas y el marqués de Pontchartrain a cambio de su hôtel situado en la rue Neuve des Petits Champs.

## Proyectos no realizados
Marie-Joseph Peyre es el autor de un notable proyecto catedralicio con dos palacios en 1753 o 1754 presentado al concurso clementino de la Academia de San Lucca.

## Galería de imágenes

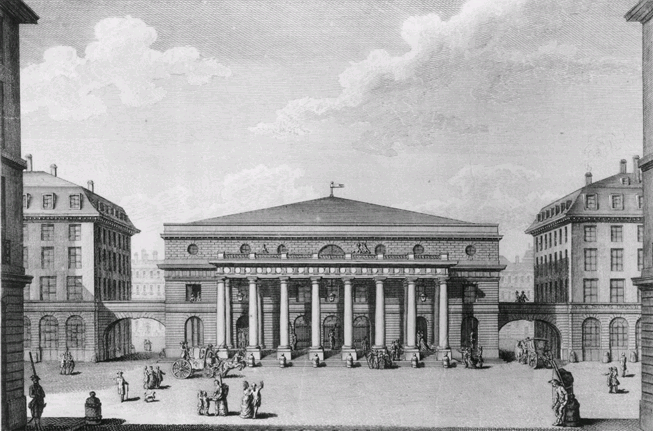
El teatro del Odéon en la época de la Revolución francesa
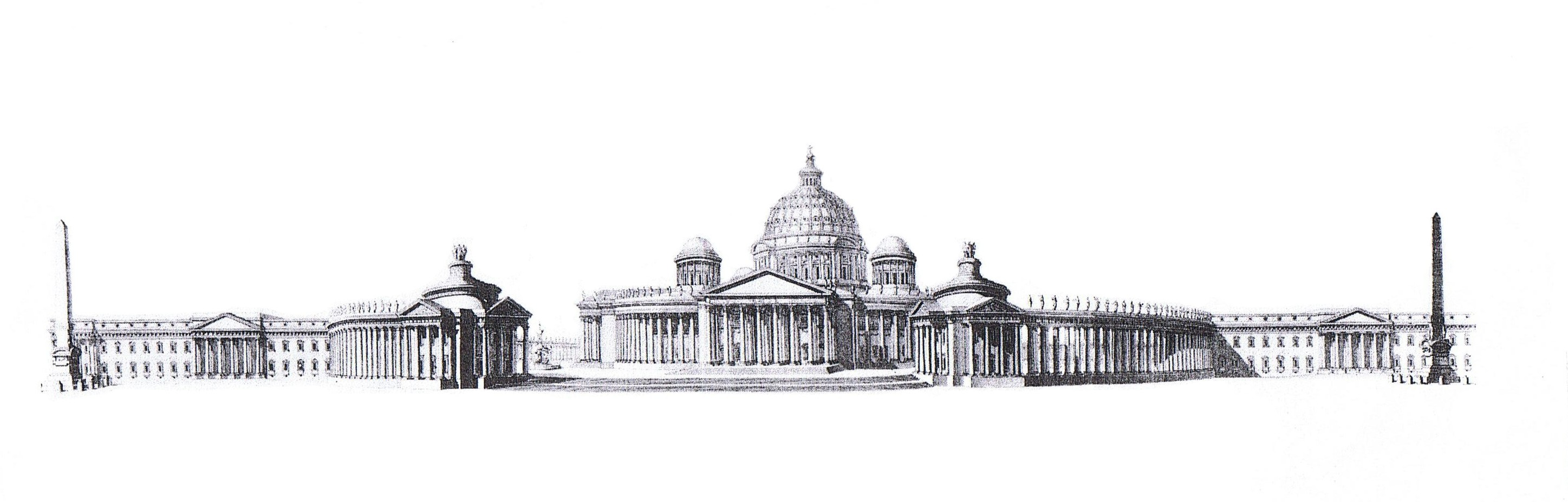
Vista de la catedral propuesta al concurso clementino de la Academia de San Lucca.
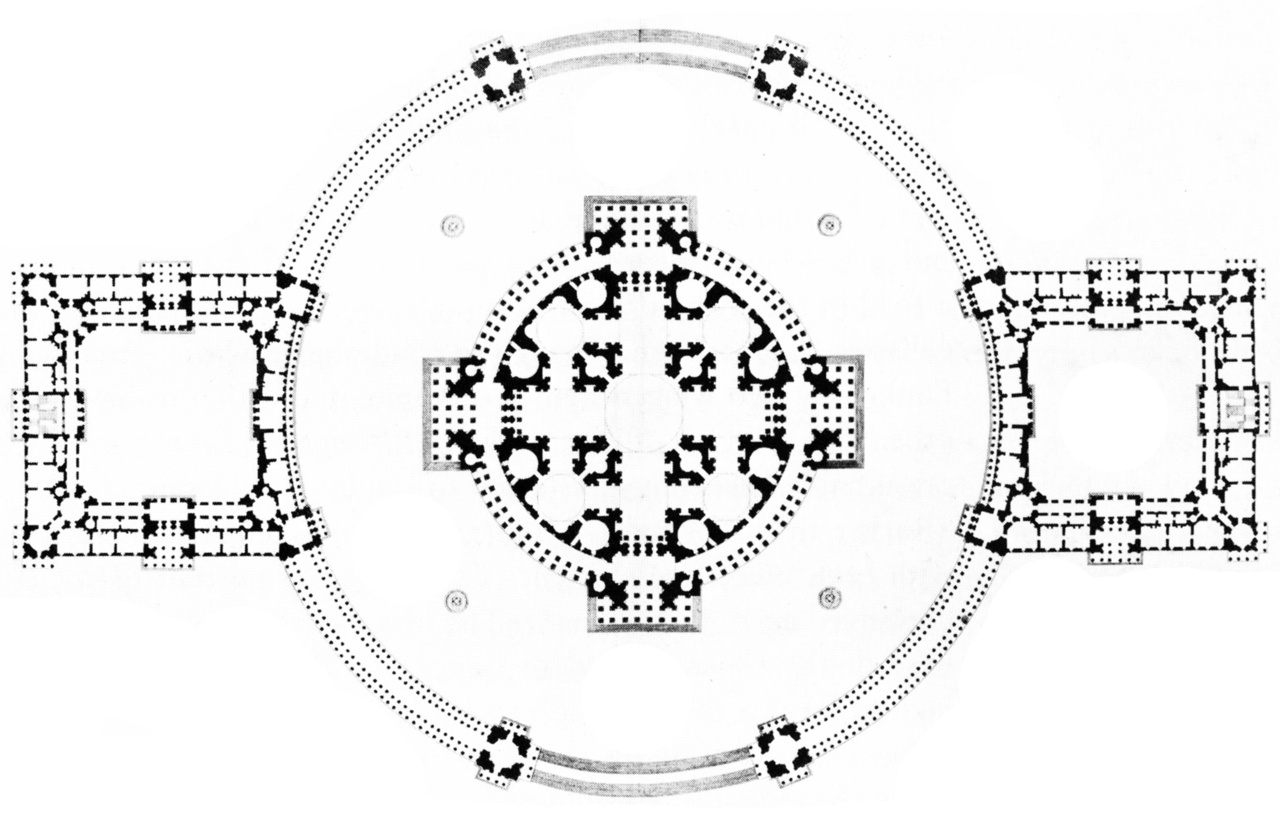
Planta de la misma catedral

## Publicaciones
- Marie-Joseph Peyre (1795). Œuvres d'architecture de Marie-Joseph Peyre ancien pensionnaire de l'académie de Rome - Nouvelle édition, augmentée d'un Discours sur les monumens des anciens comparés aux nôtres et sur leur manière d'employer les colonnes (en francés). París: Panckoucke. p. 24. disponible en Gallica